# Don't Look Back in Anger
"Don't Look Back in Anger" é uma canção da banda inglesa Oasis. Foi lançada em 19 de fevereiro de 1996 como quinto single do segundo álbum de estúdio do grupo, (What's the Story) Morning Glory?, de 1995. A canção foi escrita por Noel Gallagher, um dos vocalistas e guitarrista principal. Se tornou o segundo single do Oasis a alcançar o topo das paradas musicais britânicas, ganhando dois discos de platina, com mais de 1,2 milhão de CDs singles e downloads vendidos. "Don't Look Back in Anger" também foi o primeiro single do Oasis com Noel nos vocais ao invés do seu irmão, Liam.
"Don't Look Back in Anger" se tornou uma das músicas mais famosas e lembradas da banda e foi tocada em quase todos os shows do Oasis desde seu lançamento. Ficou em primeiro lugar na lista dos "50 Refrões mais Explosivos" pela NME e foi votado como o quarto single número um das paradas mais popular dos últimos 60 anos no Reino Unido.
No Brasil, a canção esteve incluída na trilha sonora internacional da telenovela "Salsa e Merengue", de Miguel Fallabella e Maria Carmem Barbosa, exibida entre 1996 e 1997, pela Rede Globo.

## Faixas
CD
CRESCD 221
1. "Don't Look Back in Anger" - 4:48
2. "Step Out" - 3:40
3. "Underneath the Sky" - 3:20
4. "Cum On Feel the Noize" - 5:09

7"
CRE 221
1. "Don't Look Back in Anger" - 4:48
2. "Step Out" - 3:40

12"
CRE 221T
1. "Don't Look Back in Anger" - 4:48
2. "Step Out" - 3:40
3. "Underneath the Sky" - 3:20

Cassete
CRECS 221
1. "Don't Look Back in Anger" - 4:48
2. "Step Out" - 3:40

## Paradas musicais
| País/Parada (1996)                             | Melhor posição |
| ---------------------------------------------- | -------------- |
| Alemanha (Offizielle Deutsche Charts)          | 57             |
| Austrália (ARIA)                               | 19             |
| Bélgica (Ultratop 50 da Valônia)               | 35             |
| Canadá (RPM Top Singles)                       | 24             |
| Canadá (RPM Rock/Alternative)                  | 2              |
| Dinamarca (IFPI)                               | 8              |
| Escócia (Scottish Singles Chart)               | 1              |
| Estados Unidos (Billboard Hot 100)             | 55             |
| Estados Unidos (Billboard Alternative Airplay) | 10             |
| Estados Unidos (Billboard Mainstream Top 40)   | 33             |
| Estados Unidos (Cash Box Top 100)              | 33             |
| Europa (Eurochart Hot 100)                     | 8              |
| Finlândia (Suomen virallinen lista)            | 3              |
| França (SNEP)                                  | 24             |
| Irlanda (IRMA)                                 | 1              |
| Islândia (Íslenski listinn)                    | 4              |
| Noruega (VG-lista)                             | 19             |
| Nova Zelândia (Recorded Music NZ)              | 20             |
| Países Baixos (Dutch Top 40)                   | 33             |
| Países Baixos (Single Top 100)                 | 30             |
| Reino Unido (UK Singles Chart)                 | 1              |
| República Tcheca (IFPI)                        | 8              |
| Suécia (Sverigetopplistan)                     | 2              |
| Suíça (Schweizer Hitparade)                    | 27             |
| Zimbabue (ZIMA)                                | 8              |
| País/Parada (2013)                             | Melhor posição |
| Japão (Japan Hot 100)                          | 29             |

| País/Parada (1996)                  | Posição fixada |
| ----------------------------------- | -------------- |
| Canadá (RPM Rock/Alternative)       | 39             |
| Europa (Eurochart Hot 100)          | 54             |
| Islândia (Íslenski Listinn Topp 40) | 44             |
| Reino Unido (UK Singles Chart)      | 11             |
| Suécia (Sverigetopplistan)          | 83             |